# Kyōji Nanba
Kyōji Nanba (難波恭司?, Nanba Kyōji; Hiroshima, 8 marzo 1963) è un pilota motociclistico giapponese, ritiratosi dall'attività agonistica.

## Carriera
La sua prima presenza nelle competizioni del motomondiale si registra nella stagione 1988 quando, grazie ad una wild card partecipa al Gran Premio motociclistico del Giappone, in classe 250 e guidando una Yamaha; in questa occasione coglie un 12º posto al traguardo, cosa che gli permette di essere presente nelle classifiche stagionali al 39º posto.
Altre wild card gli sono state offerte anche in edizioni successive del motomondiale ma solo nel 1991 e nel 1992 ha ottenuto piazzamenti tali da essere presente anche nelle classifiche di fine anno. L'unica stagione continuativa di Nanba nel mondiale è stata quella del 1998, corsa nella classe 500 con la Yamaha YZR 500 ufficiale dello Yamaha Team Rainey in sostituzione dell'infortunato Jean Michel Bayle. Al termine dell'anno riuscirà a piazzarsi al 18º posto.

## Risultati nel motomondiale
| 1988 | Classe | Moto   |    |  |  |  |  |  |  |  |  |  |  |  |  |  |  | Punti | Pos. |
| ---- | ------ | ------ | -- |  |  |  |  |  |  |  |  |  |  |  |  |  |  | ----- | ---- |
| 1988 | 250    | Yamaha | 12 |  |  |  |  |  |  |  |  |  |  |  |  |  |  | 4     | 39º  |

| 1989 | Classe | Moto   |    |  |  |  |  |  |  |  |  |  |  |  |  |  |  | Punti | Pos. |
| ---- | ------ | ------ | -- |  |  |  |  |  |  |  |  |  |  |  |  |  |  | ----- | ---- |
| 1989 | 250    | Yamaha | 22 |  |  |  |  |  |  |  |  |  |  |  |  |  |  | 0     |      |

| 1990 | Classe | Moto   |     |  |  |  |  |  |  |  |  |  |  |  |  |  |  | Punti | Pos. |
| ---- | ------ | ------ | --- |  |  |  |  |  |  |  |  |  |  |  |  |  |  | ----- | ---- |
| 1990 | 250    | Yamaha | Rit |  |  |  |  |  |  |  |  |  |  |  |  |  |  | 0     |      |

| 1991 | Classe | Moto   |    |  |  |  |  |  |  |  |  |  |  |  |  |  |  | Punti | Pos. |
| ---- | ------ | ------ | -- |  |  |  |  |  |  |  |  |  |  |  |  |  |  | ----- | ---- |
| 1991 | 250    | Yamaha | 12 |  |  |  |  |  |  |  |  |  |  |  |  |  |  | 4     | 30º  |

| 1992 | Classe | Moto   |   |  |  |  |  |  |  |  |  |  |  |  |  |  |  | Punti | Pos. |
| ---- | ------ | ------ | - |  |  |  |  |  |  |  |  |  |  |  |  |  |  | ----- | ---- |
| 1992 | 250    | Yamaha | 8 |  |  |  |  |  |  |  |  |  |  |  |  |  |  | 3     | 20º  |

| 1996 | Classe | Moto   |  |  |    |  |  |  |  |  |  |  |  |  |  |  |  | Punti | Pos. |
| ---- | ------ | ------ |  |  | -- |  |  |  |  |  |  |  |  |  |  |  |  | ----- | ---- |
| 1996 | 250    | Yamaha |  |  | 17 |  |  |  |  |  |  |  |  |  |  |  |  | 0     |      |

| 1998 | Classe | Moto   |   |     |    |    |  |  |  |  |   |  |  |  |  |  |  | Punti | Pos. |
| ---- | ------ | ------ | - | --- | -- | -- |  |  |  |  | - |  |  |  |  |  |  | ----- | ---- |
| 1998 | 500    | Yamaha | 5 | Rit | 16 | 12 |  |  |  |  | 9 |  |  |  |  |  |  | 22    | 18º  |

| Legenda | 1º posto        | 2º posto            | 3º posto            | A punti      | Senza punti        | Grassetto – Pole position Corsivo – Giro più veloce |
| Legenda | Gara non valida | Non qual./Non part. | Ritirato/Non class. | Squalificato | '-' Dato non disp. | Grassetto – Pole position Corsivo – Giro più veloce |